# Drekale
Vojvoda Drekale je bio vođa kučkih plemena i rodonačelnik Drekalovića. Rođen je u 16. veku u Kučima. O njegovom poreklu nema preciznih istorijskih podataka već samo narodnih predanja. Prema jednom bio je potomak Mrnjavčevića preko svoga mogućeg oca Nikeze Mrnjavčevića, koji je poticao od starih Kuča naseljenih tu pre Drekalovića, prema drugom (zapisao Marko Miljanov Popović Drekalović) bio je unuk (od oca Jovana) plemića i državnika Đura Kastriota Skenderbega. a prema nekim čak i potomak Nemanjića. Sve prilike govore da je bio rimokatoličke veroispovesti mada neki smatraju da je kasnije u toku života prešao u pravoslavlje. Istakao se u borbi Kuča za nezavisnost od Turske i zato je izabran za vojvodu tog plemena. Prema legendi oženio se ćerkom vojvode Žija Peralova sa Kosora. Imao je više sinova ali je vojvodsku titulu nasledio njegov sin Lale. Poreklo imena Drekale je takođe nejasno. Moguće je da je to arbanaška verzija imena Andrej mada ga neki vezuju za glagol drečati ili imenicu dreka. Smatra se da je vojvoda Drekale ubijen od strane Turaka.